# Coronel Barros
Coronel Barros là một đô thị thuộc bang Rio Grande do Sul, Brasil. Đô thị này có diện tích 162,949 km², dân số năm 2007 là 2441 người, mật độ 14,98 người/km².